# Joseph-François Laugier
Pour les articles homonymes, voir Laugier.
Joseph-François Laugier né à Toulon (Var) le 29 septembre 1828 et mort à Marseille le 19 décembre 1901, est un numismate français.

## Biographie
Joseph-François Laugier, né à Toulon le 29 septembre 1828, se passionne dès son plus jeune âge pour la numismatique en triant les monnaies que les agriculteurs trouvent dans leurs champs. Ouvrier mécanicien dans la marine, il voyage pendant neuf ans. À son retour il est recommandé à Louis Blancard et devient conservateur du cabinet des médailles de la ville de Marseille. Il rassemble de nombreuses monnaies dont une importante collection de médailles romaines contenant un certain nombre de raretés dont un très beau denier d'argent d'Annia Faustina, troisième femme d'Héliogabale. Estimant qu'étant responsable du Cabinet des médailles de Marseille, il ne pouvait continuer d'enrichir sa collection personnelle ; il décide donc de vendre à la ville sa collection composée de 707 pièces en or, argent et bronze pour un prix de 2000 francs, somme très modeste. Par délibération du 25 novembre 1857 la ville de Marseille autorise l'acquisition. Il collectionne également les ex-libris et possède une bibliothèque de 2 500 volumes particulièrement riche en ouvrages sur la Provence, la numismatique et l'art héraldique.
Lors de la découverte du trésor d'Auriol en 1867, il est désigné par le préfet pour procéder, avec Louis Blancard, à l'inventaire des 2 130 pièces d'argent anépigraphiques.

## Distinctions
Le 25 avril 1872, il devient membre de l'Académie de Marseille.

## Ouvrages
Laugier est l'auteur d'un grand nombre d'ouvrages dont :
- Étude historique sur les monnaies frappées par les grands maîtres de l'ordre de saint Jean de Jérusalem, Marseille, V.Boy, 1868, 65 p..
- Étude sur les monnaies frappées à Arles depuis Constantin le Grand jusqu'à la chute de l'empire d'occident, Tours, Bouserez, s.d., 40 p.
- Monographie des monnaies de René d'Anjou, roi de Sicile et comte de Provence, Bruxelles, Fr. Gobbaerts, 1880, 35 p.

Excellent dessinateur il illustrera plusieurs ouvrages, dont :
- Octave Teissier et Joseph Laugier, Armorial des échevins de Marseille de 1660 à 1790, Marseille, Société anonyme de l'imprimerie marseillaise, 1883, 183 p.
- Joseph-Hyacinthe Albanès, Armorial et sigillographie des évêques de Marseille avec des notices historiques sur chacun de ces prélats, Marseille, Marius Olive, 1884, 192 p.
- Louis Blancard, Essai sur les monnaies de Charles Ier, comte de Provence, Paris, Librairie de J-B. Dumoulin, 1868, 556 p..

Dans la préface de ce dernier ouvrage, Louis Blancard précise que « M. Laugier, conservateur du médailler de Marseille, a bien voulu dessiner et graver lui-même les planches de l'Essai ; le nom de mon collaborateur habituel, numismate et dessinateur d'un talent justement apprécié, garantit l'élégante et fidèle exécution de ce complément de mon travail. »

## Ex-libris
L'ex-libris utilisé le plus souvent par Joseph-François Laugier représente un lion héraldique tenant dans ses pattes supérieures un disque avec un monogramme cruciforme formé des lettres du nom de Laugier.